# Bartolomé Blanche
Bartolomé Guillermo Blanche Espejo (La Serena, 6 giugno 1879 – Santiago, 10 giugno 1970) è stato un generale e politico cileno. Fu brevemente presidente provvisorio del Cile dal 13 settembre al 2 ottobre 1932.
Allievo dell'Escuela Militar di Santiago del Cile, fece carriera nell'esercito, raggiungendo nel 1927 il grado di generale.
Ministro dell'Interno nel governo socialista del presidente provvisorio Carlos Dávila, in seguito alle dimissioni di quest'ultimo (13 settembre 1932) assunse la presidenza della Repubblica. Il 2 ottobre una sollevazione delle guarnigioni di Concepción e Antofagasta lo costrinse a dimettersi e a consegnare i poteri al presidente della Corte Suprema, Abraham Oyanedel.